# Константинов, Евгений Валерьевич
Евгений Валерьевич Константинов (29 марта 1981, Казань) — российский хоккеист, вратарь.

## Карьера
Воспитанник казанского хоккея. Начал профессиональную карьеру в 1999 году в составе лениногорского «Нефтяника», выступая до этого за фарм-клубы ярославского «Торпедо» и родного казанского «Ак Барса». В том же году на драфте НХЛ он был выбран в 3 раунде под общим 67 номером клубом «Тампа Бэй Лайтнинг». В 2000 году Евгений отправился в Северную Америку, где стал выступать за фарм-клубы «Тампы» в различных минорных лигах.
21 ноября 2002 года в матче против «Нью-Йорк Айлендерс» Константинов дебютировал в НХЛ, проведя на площадке 1 период, и пропустив 1 шайбу. Однако больше в главной североамериканской лиге ему сыграть не удалось, и в середине сезона 2003/04 принял решение вернуться в Россию, где стал игроком фарм-клуба череповецкой «Северстали». В сезоне 2004/05 Константинов провёл 4 матча в составе екатеринбургского клуба «Динамо-Энергия», после чего стал игроком ступинского «Капитана». В середине сезона 2005/06 перешёл в московское «Динамо», однако, проведя в составе москвичей 4 матча с коэффициентом надёжности 4.34, он покинул клуб и заключил соглашение с подмосковным ХК МВД. В составе «милиционеров» Константинов выступал на протяжении 3 сезонов, проведя за это время 48 матчей с коэффициентом надёжности 2.92.
Перед началом сезона 2009/10 подписал контракт с пермским «Молотом-Прикамье», в составе которого он провёл 7 игр, после чего в феврале 2010 года принял решение приостановить свою карьеру. 14 сентября 2011 года Константинов вернулся в Казань, заключив с родным клубом однолетнее соглашение, однако, так и не проведя в его составе ни одной игры, 15 января 2012 года покинул команду по обоюдному согласию сторон. 28 января подписал контракт до конца сезона с киевским «Беркутом».

### Международная
В составе сборной России Евгений Константинов принимал участие в юниорском чемпионате Европы 1998 года, на котором он стал бронзовым призёром, проведя 1 матч, а также в юниорском чемпионате мира 1999 года, где он провёл 6 матчей с коэффициентом надёжности 2.29, однако команда заняла лишь 6 место.
Работал тренером вратарей в структуре московского ЦСКА. Сейчас[когда?] руководит вратарским направлением в тульской «Академии хоккея им. Б. П. Михайлова».
С 2023 является тренером вратарей  в спортивной школе "Волна" г.Казань. 

## Достижения
- Бронзовый призёр юниорского чемпионата Европы 1998.

## Статистика выступлений
Последнее обновление: 29 января 2012 года
|                 |                       |                 | Регулярный сезон | Регулярный сезон | Регулярный сезон | Регулярный сезон | Регулярный сезон | Плей-офф | Плей-офф | Плей-офф | Плей-офф | Плей-офф |
| Сезон           | Команда               | Лига            | Игр              | М                | ПШ               | «0»              | КН               | Игр      | М        | ПШ       | «0»      | КН       |
| --------------- | --------------------- | --------------- | ---------------- | ---------------- | ---------------- | ---------------- | ---------------- | -------- | -------- | -------- | -------- | -------- |
| 1996/97         | Торпедо Яр-2          | Первая лига     | 1                |                  |                  |                  |                  | —        | —        | —        | —        | —        |
| 1997/98         | Ак Барс-2             | Первая лига     | 34               | 2040             | 129              |                  | 3.79             | —        | —        | —        | —        | —        |
| 1998/99         | Ак Барс-2             | Первая лига     | 17               | 1020             | 38               |                  | 2.24             | —        | —        | —        | —        | —        |
| 1999/00         | Нефтяник Лк           | Высшая лига     | 34               |                  | 92               |                  |                  | —        | —        | —        | —        | —        |
| 1999/00         | Ак Барс-2             | Первая лига     | 9                |                  | 30               |                  |                  | —        | —        | —        | —        | —        |
| 1999/00         | Ак Барс               | Суперлига       | 2                | 59               | 5                | 0                | 5.08             | —        | —        | —        | —        | —        |
| 2000/01         | Луизиана АйсГейторз   | ECHL            | 8                | 458              | 21               | 0                | 2.75             | 12       | 637      | 32       | 0        | 3.01     |
| 2000/01         | Детройт Вайперз       | IHL             | 27               | 1197             | 85               | 0                | 4.26             | —        | —        | —        | —        | —        |
| 2001/02         | Пенсакола Айс Пайлотс | ECHL            | 24               | 1229             | 71               | 0                | 3.47             | —        | —        | —        | —        | —        |
| 2001/02         | Спрингфилд Фэлконс    | АХЛ             | 3                | 178              | 5                | 0                | 1.69             | —        | —        | —        | —        | —        |
| 2002/03         | Спрингфилд Фэлконс    | АХЛ             | 39               | 2188             | 118              | 1                | 3.24             | —        | —        | —        | —        | —        |
| 2002/03         | Тампа Бэй Лайтнинг    | НХЛ             | 1                | 20               | 1                | 0                | 3.00             | —        | —        | —        | —        | —        |
| 2003/04         | Пенсакола Айс Пайлотс | ECHL            | 12               | 651              | 40               | 0                | 3.68             | —        | —        | —        | —        | —        |
| 2003/04         | Северсталь-2          | Первая лига     | 1                | 60               | 2                | 0                | 2.00             | —        | —        | —        | —        | —        |
| 2004/05         | Динамо-Энергия        | Высшая лига     | 4                | 225              | 13               | 0                | 3.47             | —        | —        | —        | —        | —        |
| 2005/06         | Капитан               | Высшая лига     | 11               | 670              | 27               |                  | 2.42             | —        | —        | —        | —        | —        |
| 2005/06         | Динамо Мск            | Суперлига       | 4                | 166              | 12               |                  | 4.34             | —        | —        | —        | —        | —        |
| 2006/07         | ХК МВД                | Суперлига       | 27               | 1355             | 70               |                  | 3.10             | 1        | 60       | 5        |          | 5.00     |
| 2007/08         | ХК МВД-2              | Первая лига     | 2                |                  |                  |                  |                  | —        | —        | —        | —        | —        |
| 2007/08         | ХК МВД                | Суперлига       | 8                | 423              | 20               |                  | 2.84             | —        | —        | —        | —        | —        |
| 2008/09         | ХК МВД                | КХЛ             | 12               | 548              | 21               | 1                | 2.30             | —        | —        | —        | —        | —        |
| 2009/10         | Молот-Прикамье        | Высшая лига     | 7                |                  | 12               |                  |                  | —        | —        | —        | —        | —        |
| 2011/12         | Беркут                | Украинская лига | —                | —                | —                | —                | —                | —        | —        | —        | —        | —        |
| Всего в НХЛ     | Всего в НХЛ           | Всего в НХЛ     | 1                | 20               | 1                | 0                | 3.00             | —        | —        | —        | —        | —        |
| Всего в КХЛ     | Всего в КХЛ           | Всего в КХЛ     | 12               | 548              | 21               | 1                | 2.30             | —        | —        | —        | —        | —        |
| Всего в карьере | Всего в карьере       | Всего в карьере | 287              |                  |                  |                  |                  | 13       | 697      | 37       |          | 3.19     |

### Международная
| Турнир   | Место | Игр | М   | ПШ | «0» | КН   |
| -------- | ----- | --- | --- | -- | --- | ---- |
| ЮЧЕ-1998 |       | 1   | 60  | 1  | 0   | 1.00 |
| ЮЧМ-1999 | 6     | 6   | 340 | 13 | 0   | 2.29 |